# Villa Verde (Texas)
Villa Verde és una concentració de població designada pel cens dels Estats Units a l'estat de Texas. Segons el cens del 2000 tenia 891 habitants.

## Demografia
Segons el cens del 2000, Villa Verde tenia 891 habitants, 216 habitatges, i 200 famílies. La densitat de població era de 905,3 habitants per km².
Dels 216 habitatges en un 53,2% hi vivien nens de menys de 18 anys, en un 73,1% hi vivien parelles casades, en un 14,8% dones solteres, i en un 7,4% no eren unitats familiars. En el 6,5% dels habitatges hi vivien persones soles el 3,2% de les quals corresponia a persones de 65 anys o més que vivien soles. El nombre mitjà de persones vivint en cada habitatge era de 4,13 i el nombre mitjà de persones que vivien en cada família era de 4,3.
Per edats la població es repartia de la següent manera: un 37,6% tenia menys de 18 anys, un 11,6% entre 18 i 24, un 27,6% entre 25 i 44, un 18% de 45 a 60 i un 5,3% 65 anys o més.
L'edat mediana era de 26 anys. Per cada 100 dones de 18 o més anys hi havia 89,8 homes.
La renda mediana per habitatge era de 22.768 $ i la renda mediana per família de 22.857 $. Els homes tenien una renda mediana de 14.932 $ mentre que les dones 14.107 $. La renda per capita de la població era de 5.659 $. Aproximadament el 36,3% de les famílies i el 34,9% de la població estaven per davall del llindar de pobresa.

## Poblacions més properes
El següent diagrama mostra les poblacions més properes.